# 柴河林业局 (扎兰屯市)
柴河林业局，是中华人民共和国内蒙古自治区呼伦贝尔市扎兰屯市下辖的一个类似乡级单位。柴河林业局位于柴河镇的施业区面积约3700平方公里。

## 行政区划
柴河林业局下辖以下地区：
兴安林场、柴河林场、固里河林场、韭菜沟林场、白毛沟林场和哈布气林场。